# Рыбников, Александр Ильич
Александр Ильич Рыбников (9 марта 1919 года, Россия, Ставропольская губерния, станица Темнолесская — 30 сентября 1989 года, СССР, РСФСР, Ставропольский край, Ессентуки) — Герой Советского Союза, участник Великой Отечественной войны. Наиболее известен подвиг Александра Рыбникова и его батальона в уличных боях за Кёнигсберг.

## Биография
Александр Рыбников родился в казацкой семье в Ставропольской губернии. В детстве его семья переехала в Дагестан. Александр окончил школу аула Аксай, после чего поступил в Дагестанский педагогический институт, который окончил в 1940 году. Преподавал литературу в Дербенте, затем литературу и историю в Дагестанских огнях. В начале 1942 года был призван в Красную Армию. Прошёл обучение в 1-м Бакинском пехотном училище, после чего стал командиром взвода противотанковых ружей под Орджоникидзе.
В войне участвовал не только Александр, но ещё двое его ближайших родственников — отец Илья и брат Владимир. Оба погибли в боевых действиях, и лишь Александру удалось выжить. В апреле 1945 года батальон 690-го стрелкового полка 126-й дивизии 43-й армии в составе 3-го Белорусского фронта участвовал в Кёнигсбергской операции. В уличных боях за Кёнигсберг батальон капитана Рыбникова уничтожил порядка 200 фашистов, свыше 1000 солдат и офицеров противника были захвачены в плен. Рыбников получил ранение в бою, но сражался до капитуляции немецкого гарнизона.
После войны окончил Ленинградскую высшую офицерскую бронетанковую школу, в 1952 году — Военную академию имени М. В. Фрунзе в Москве. С 1954 года — полковник запаса. Жил в Ессентуках, работал лектором в обществе «Знание». Умер 30 сентября 1989 года.

## Награды
Указом Президиума Верховного Совета СССР от 19 апреля 1945 года «за образцовое выполнение заданий командования и проявленные мужество и героизм в боях с немецко-фашистскими захватчиками» капитану Рыбникову Александру Ильичу присвоено звание Героя Советского Союза с вручением ордена Ленина и медали «Золотая Звезда» (№ 6271). В июне 1945 года стал участником Парада Победы на Красной площади. Также награждён орденом Красной Звезды.

### Память
В Калининграде на улице Чайковского (в 1945 году называлась Германналлея) установлен обелиск в честь подвига Героя Советского Союза капитана А. И. Рыбникова.